# Metallothea
Metallothea là một chi bướm đêm thuộc họ Geometridae.